# Koning Frank
Koning Frank (eerst Frank) is een personage uit Het neefje van de tovenaar en Het laatste gevecht van De Kronieken van Narnia door C.S. Lewis.

## Het neefje van de tovenaar
Frank kwam van het platteland, maar was als koetsier in Londen gaan werken. Hij reisde toevallig met Digory en Polly mee naar het Woud tussen de Werelden en vervolgens naar Narnia, waar hij getuige was van de schepping. Zijn paard Strobloem (Strawberry) reisde ook mee. Frank voelde zich er meteen thuis en besloot er te blijven. Aslan haalde zijn vrouw  Helena erbij. Zij werden de eerste Koning en Koningin van Narnia en hun afstammelingen werden koningen van Archenland. Het paard werd in Narnia bekend als Wiek (Fledge), het eerste van Narnia's gevleugelde paarden.

## Het laatste gevecht
Hierin komt hij nog voor bij het einde der tijden, in de "hemel" van Narnia. Iedereen buigt voor hem neer.